# Makarios I.

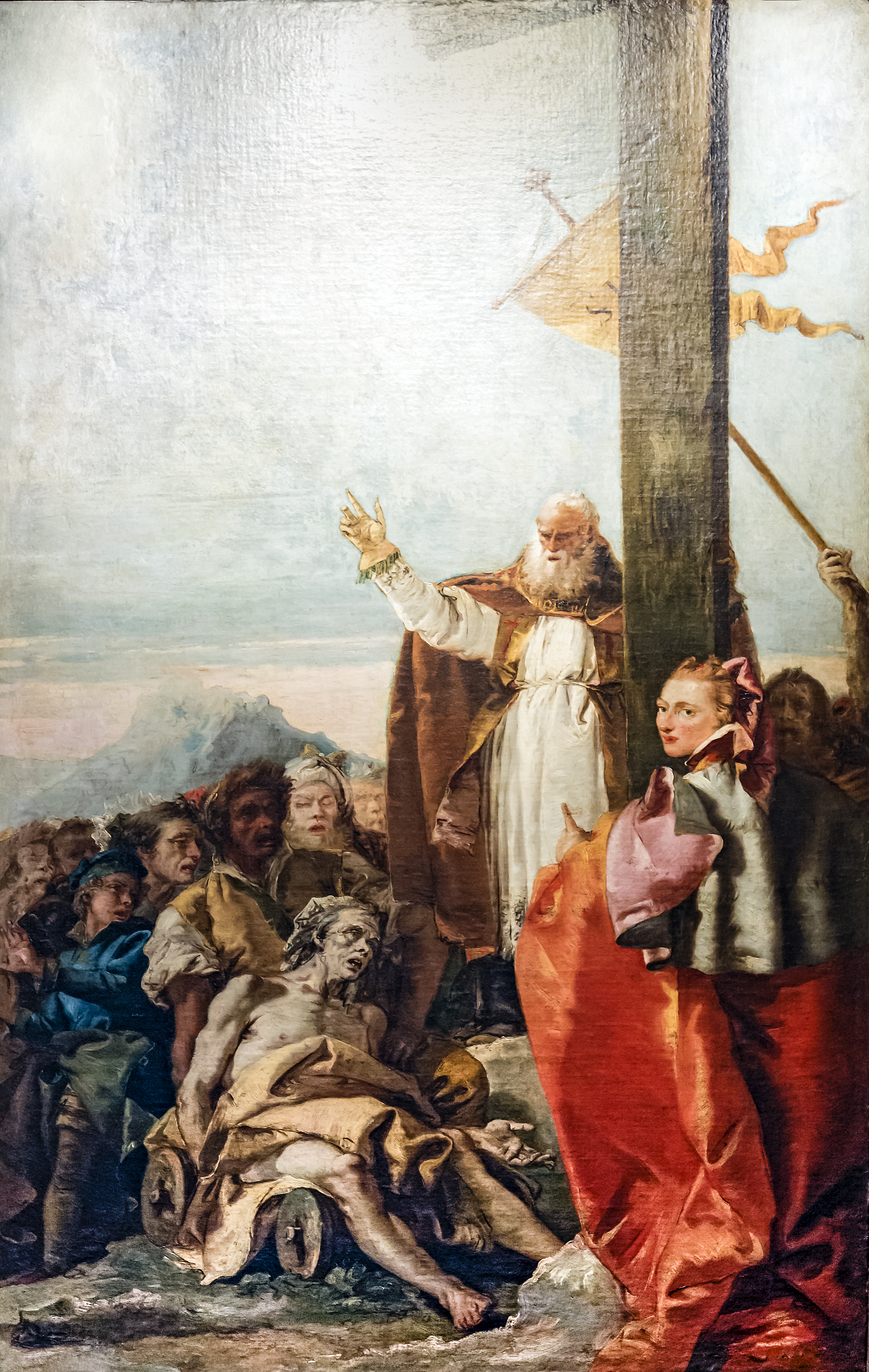
Makarios I

Makarios I. war ab dem Jahr 313 oder 314 Bischof von Jerusalem, als Nachfolger von Bischof Hermon. Er war Teilnehmer des Ersten Konzils von Nicäa. Makarios regte die Grabungen auf Golgota an, in deren Folge er nach der Legende der Helena das Grab Christi fand und sein Kreuz identifizierte. Makarios I. ist der Erbauer der Grabeskirche. Kaiser Konstantin der Große schreibt ca. 325 an Bischof Makarios:

„Ich möchte deshalb insbesondere, dass ihr überzeuget werdet, dass das, was ich vorhabe, allen offensichtlich ist, nämlich dass ich keine größere Sorge trage als diesen heiligen Ort, den ich - unter göttlicher Fügung - befreit habe von der schweren Last faulen Götzendienstes, am besten zu schmücken durch ein prachtvolles Gebäude; einen Ort, der in Gottes Augen von Anbeginn heilig war, der jetzt aber noch heiliger erscheint, seit er ans Licht gebracht wurde als deutliches Zeugnis des Leidens unseres Herrn. ... Hinsichtlich der Säulen und des Marmors sollt Ihr mir nach persönlicher Einsichtnahme eiligst schreiben, was Ihr für das Kostbarste und Zweckdienlichste haltet, damit wir aus Eurem Schreiben ersehen, wieviel und welcher Art nötig ist, um dies aus allen Gegenden herbeischaffen zu lassen; denn es ist nur gerecht, wenn der heiligste Ort auf der ganzen Welt auch nach Gebühr geschmückt wird.“

Makarios wird in der römisch-katholischen Kirche (Gedenktag: 10. März), den orthodoxen Kirchen (Gedenktag: 27. Februar) und der koptischen Kirche (Gedenktag: 5. November) als Heiliger verehrt.